# Pteris paucinervata
Pteris paucinervata är en kantbräkenväxtart som beskrevs av Fée. Pteris paucinervata ingår i släktet Pteris och familjen Pteridaceae. Inga underarter finns listade.